# Nijinskaya (krater)
Nijinskaya är en nedslagskrater med en diameter på 36 kilometer, på planeten Venus. Nijinskaya har fått sitt namn efter dansaren Bronislava Nijinska.